# 제34회 골든 래즈베리상
제34회 골든 래즈베리상은 2013년 영화를 대상으로 2014년 3월에 열린 시상식이다.

## 수상 및 후보

### 최악의 작품상
- 무비 43 - 엘리자베스 뱅크스 외 2명 수상
- 애프터 어스 - M. 나이트 샤말란
- 그로운 업스 2 - 데니스 듀간
- 론 레인저 - 고어 버빈스키
- 어 마디아 크리스마스 - 타일러 페리

### 최악의 남우주연상
- 애프터 어스 - 제이든 스미스 수상
- 론 레인저 - 조니 뎁
- 잡스 - 애쉬튼 커쳐
- 그로운 업스 2 - 아담 샌들러
- 불릿 투 더 헤드 - 실베스터 스탤론

### 최악의 여우주연상
- 어 마디아 크리스마스 - 타일러 페리 수상
- 더 콜 - 할리 베리
- 겟어웨이 - 셀레나 고메즈
- 트러블 메이커 - 린제이 로한
- 다이애나 - 나오미 왓츠

### 최악의 남우조연상
- 애프터 어스 - 윌 스미스 수상
- 배틀 오브 비보이 - 크리스 브라운
- 어 마디아 크리스마스 - 래리 더 케이블 가이
- 그로운 업스 2 - 테일러 로트너
- 헌티드 하우스 - 닉 스워드슨

### 최악의 여우조연상
- 타일러 페리스 템테이션 - 킴 카다시안 수상
- 마세티 킬즈 - 레이디 가가
- 그로운 업스 2 - 셀마 헤이엑
- 빅 웨딩 - 캐서린 헤이글
- 인어프로프리어트 코미디 - 린제이 로한

### 최악의 감독상
- 무비 43 - 엘리자베스 뱅크스 외 2명 수상
- 그로운 업스 2 - 데니스 듀간
- 어 마디아 크리스마스 - 타일러 페리
- 애프터 어스 - M. 나이트 샤말란
- 론 레인저 - 고어 버빈스키

### 최악의 각본상
- 무비 43 - 리키 블리트 외 수상
- 애프터 어스 - 게리 휘타 외 1명
- 그로운 업스 2 - 아담 샌들러 외 2명
- 론 레인저 - 테드 엘리어트 외 2명
- 어 마디아 크리스마스 - 타일러 페리

### 최악의 리메이크상
- 론 레인저 - 고어 버빈스키 수상
- 그로운 업스 2 - 데니스 듀간
- 행오버3 - 토드 필립스
- 무서운 영화 5 - 말콤 D. 리
- 개구쟁이 스머프 2 - 라자 고스넬

### 최악의 콤보상
- 애프터 어스 - 제이든 스미스 & 윌 스미스 수상
- 그로운 업스 2 - 전 출연자
- 무비 43 - 전 출연자
- 무서운 영화 5 - 린제이 로한 외 1명
- 어 마디아 크리스마스 - 타일러 페리 외 2명